# Ајлтон (Калифорнија)
Ајлтон (енгл. Isleton) град је у америчкој савезној држави Калифорнија. По попису становништва из 2010. у њему је живело 804 становника.

## Демографија
Према попису становништва из 2010. у граду је живело 804 становника, што је 24 (2,9%) становника мање него 2000. године.
| Група             | 2000.       | 2010.       |
| Белци             | 465 (56,2%) | 406 (50,5%) |
| Афроамериканци    | 12 (1,4%)   | 10 (1,2%)   |
| Азијати           | 81 (9,8%)   | 41 (5,1%)   |
| Хиспаноамериканци | 223 (26,9%) | 316 (39,3%) |
| Укупно            | 828         | 804         |